# Aviation navale argentine
 (juin 2011).
Le commandement de l'aviation navale argentine (en espagnol : Comando de Aviación Naval Argentina, COAN) est un des quatre commandements opérationnels de la Marine argentine. L'Argentine est, avec le Brésil, le seul pays d'Amérique latine à avoir mis en œuvre des porte-avions. L'Aviation navale argentine est souvent désignée dans la littérature anglo-saxonne par le sigle CANA, qui est incorrect et désigne, en argot argentin, la police.

## Historique
L'origine du Comando de Aviación Naval Argentina remonte à 1921 avec la création d'une section d'aviation à Bahia Blanca. Les premières unités organisées furent une escadrille de reconnaissance formée avec six hydravions Curtiss F.5L et l'École d'Aviation Navale dotée de deux Curtiss HS-2L et 14 hydravions à flotteurs Avro 522. L'aéronavale argentine n'utilisa que des hydravions jusqu'au transfert en 1927 de cinq chasseurs Dewoitine D.21, cédés par l'armée de l'air. Deux autres D.21 furent obtenus l'année suivante.
Au début de la Seconde Guerre mondiale le Servicio de Aviación Naval (appellation adoptée en 1939) disposait de diverses unités d'entrainement, de reconnaissance, de transport et d'attaque réparties entre Mar del Plata, Punta Indio, Puerto Belgrano et Ushuaïa ainsi que d'hydravions embarqués sur divers navires, mais son matériel était vieillissant.
Il faudra attendre 1947 et une aide massive des États-Unis pour renouveler le parc: Chance Vought F4U Corsair, Martin PBM Mariner, Vought OS2U Kingfisher, Boeing PT-17 Kaydet, Beech AT-11 et North American T-6 Texan permirent enfin de moderniser l'équipement des unités et en 1948 arrivèrent six Bell 47D, la marine argentine devenant ainsi la première marine sud-américaine à disposer d'hélicoptères.

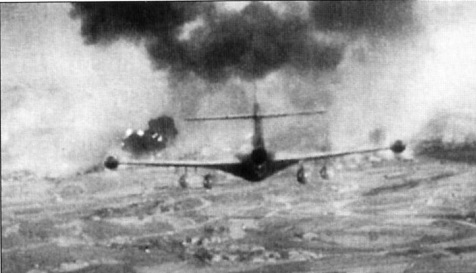
F9F Panther de l’aéronavale argentine attaquant une colonne de l’armée de terre argentine durant la révolte de la marine argentine en 1963.

L'aviation navale participa aux diverses tentatives de coups d'État et à la Révolution libératrice qui secoua le pays dans les années 1950/1960.
En 1958, le vieux porte-avions HMS Warrior fut acheté à la Royal Navy et rebaptisé ARA Independencia (V-1). Embarquant une escadrille de F4U-5 Corsair, il fut le premier porte-avion déployé par un pays d'Amérique latine, il sera désarmé en 1970. 1958 vit également l'arrivée de 16 patrouilleurs maritimes Neptune et des premiers avions à réaction, 24 Grumman F9F Panther et 2 Grumman F9F Cougar.Ces appareils ne pouvant pas être embarqué à bord du porte-avion, l'aéronavale argentine acheta 65 Sud-Aviation Fennec(version produite en France du Nort American T-28 Trojan).
En 1969, l'ancien porte-avions néerlandais HNLMS Karel Doorman, devenu ARA Veinticinco de Mayo (V-2) entra en service et la modernisation de l'équipement suivit ensuite un rythme régulier et, au début des années 1980(avant la Guerre des Malouines), le Comando de Aviación Naval disposait de 16 A-4Q Skyhawk,8 Aermacchi MB-326GB, 10 Aermacchi MB-339AA,5 Dassault Super-Étendard,2 Westland Lynx Mk.23, 14 Alouette III et 12 Sikorsky S-61.
En avril 1982, la guerre des Malouines révéla l'aptitude de la marine argentine à participer à une guerre moderne mais aussi les limites des forces armées argentines en général, l'archipel étant finalement repris par les forces britanniques. Malgré la crise politique qui suivit cette défaite puis les difficultés économiques rencontrée par l'Argentine, sa marine a poursuivi son effort d'équipement avec la mise en service d'hélicoptères Bell UH-1H (transféré à l'armée de terre le 7 février 2008) et de patrouilleurs maritimes Beech 200 Petrel ou Lockheed P-3 Orion, mais ses effectifs ont considérablement diminué. Malgré sa participation à de nombreux exercices multi-nationaux elle ne dispose plus de porte-avions depuis 1997 et le remplacement de ses avions de combat de première ligne ne semble pas à l'ordre du jour.
En octobre 2017, une offre française pour la vente de cinq Super-Étendard modernisés (SEM) pour environ 14 millions d'euros est envisagée. Cette vente inclurait les avions (les numéros 1, 31, 41, 44 et 51), dix réacteurs Atar 8K50, des pièces de rechange, un simulateur de vol et plusieurs bancs d'essais. Ces avions étaient stockés sur la base aérienne 279 de Châteaudun, depuis leur retrait du service en juillet 2016.
Après de longs délais dus à des retards de paiement de l'Argentine, les cinq ex-SEM sont livrés en avril 2019. 
Depuis que ces avions sont arrivés en Argentine, ils n’ont jamais pu voler, essentiellement à cause d’une restriction due à un veto des Britanniques sur les sièges éjectables.
Le 17 mai 2023, le ministre de la défense argentin a officiellement décidé de ne plus tenter de remettre en service les SEM faute de pièces.

## Structure
[Quand ?]

### Fuerza Aeronaval 1 (Force aéronavale 1)
La Fuerza Aeronaval 1 (FAE1) est basée à la Punta Indio Naval Air Base (en), près de La Plata, Buenos Aires.
- Escuela de Aviación Naval (ESAN) (École d’aviation navale) : Beechraft T-34C-1Turbo Mentor
- 1ra Escuadrilla Aeronaval de Ataque (EA41) (1re escadrille aéronavale d'attaque) : En réserve, pas d'aéronefs assigné depuis que les 5 Aermacchie MB-339AA sont en réserve par manque de pièces détachées.
- Escuadrilla Aeronaval de Vigilancia Marítima (EA1V) (Escadre aéronavale de surveillance maritime) : Beechcraft B200 Cormorán, converti localement pour le rôle de patrouille maritime. Stationne sur la base aérienne de Punta Indio (BAPI)
- 2da Escuadrilla Aeronaval de Sostén Logístico Móvil (EA52) (2e escadrille de soutien logistique mobile naval) : basée sur la base aérienne Ezeiza (ETAE) sur l'aéroport international d'Ezeiza de Buenos Aires, utilise des Fokker F28 Mk.3000C Fellowship pour le soutien logistique.

### Fuerza Aeronaval 2 (Force aéronavale 2)
La Fuerza Aeronaval 2 (FAE2) est basée sur l'aéroport Comandante Espora, près de Bahía Blanca et comprend les aéronefs embarqués.
- 2da Escuadrilla Aeronaval de Caza y Ataque (en) (EA32) (2e escadrille aéronavale de chasse et d'attaque) : Dassault-Breguet Super Étendard
- Escuadrilla Aeronaval Antisubmarina (EA2S) (Escadrille aéronavale anti-sous-marine) : Grumman/IAI S-2T Turbo Tracker et Pilatus PC-6B2/H2 Turbo Porter
- 1ra Escuadrilla Aeronaval de Helicópteros (EAH1) (1re escadrille aéronavale d'hélicoptères) : Eurocopter AS-555SN Fennec
- 2da Escuadrilla Aeronaval de Helicópteros (EAH2) (2e escadrille aéronavale d'hélicoptères) : Sikorsky S-61 D4 H-3 Sea King ry Agusta AS-61 Sea King

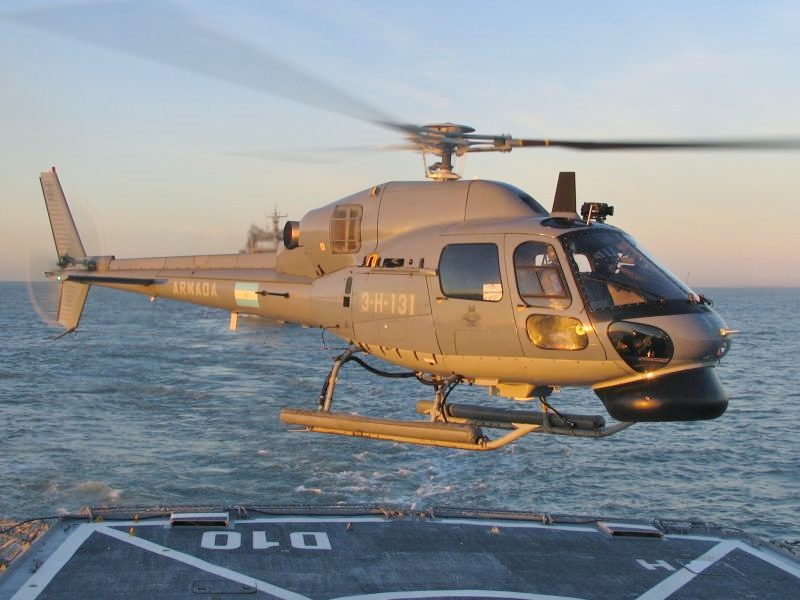
Fennec de la.

- Fennec de la ARA Almirante Brown.3ra Escuadrilla Aeronaval de Helicópteros (EAH3) (3e escadrille aéronavale d'hélicoptères) : Bell UH-1 Iroquois, assigné à l'infanterie de marine – transféré à l'armée de terre le 7 février 2008[3].

### Fuerza Aeronaval 3 (Force aéronavale 3)
La Fuerza Aeronaval Numero 3 (FAE3) est basée à la Almirante Marcos A. Zar Airport (en), près de Trelew. Elle s'occupe de la surveillance maritime et de recherche et sauvetage le long des côtes argentines de l’Uruguay à la péninsule antarctique.
- Escuadrilla Aeronaval de Exploración (EA6E) (Escadrille aéronavale d'exploration) : Lockheed P-3B Orion

## Aéronefs
La liste de 2024, exclut les avions non opérationnels (notamment P-3B Orion et Dassault Super-Étendard) en stockage ou en remise à neuf.
| Aéronef                      | Origine                      | Type                                            | Version                      | en service                   | Notes |
| Avion de patrouille maritime | Avion de patrouille maritime | Avion de patrouille maritime                    | Avion de patrouille maritime | Avion de patrouille maritime | Avion de patrouille maritime                                                                                          |
| ---------------------------- | ---------------------------- | ----------------------------------------------- | ---------------------------- | ---------------------------- | --- |
| King Air                     | États-Unis                   | avion de patrouille maritime                    | BE-200                       | 4                            | |
| Lockheed P-3 Orion           | États-Unis                   | avion de patrouille maritime                    | P-3C/N                       |                              | 4 (1 P-3N/3 P-3C) commandés ; Entrée en service prévue pour 2025,                                                     |
| Grumman S-2 Tracker          | États-Unis                   | avion de patrouille maritime                    | S-2T Turbo Tracker           | 2                            | Sur 16 Grumman S-2 Tracker, 5 turbo-propulsés par IAI, Plans de remise en état de vol de deux avions à partir de 2023 |
| Avion de transport           |                              |                                                 |                              |                              | |
| King Air                     | États-Unis                   | utility                                         | 200                          | 1                            | remplacé par 2 Beechcraft TC-12B Hurons                                                                               |
| Pilatus PC-6                 | Suisse                       | transport                                       | PC-6B-H2                     | 1                            | |
| Hélicoptère                  |                              |                                                 |                              |                              | |
| Eurocopter AS555             | France                       | Hélicoptère de transport                        |                              | 1                            | |
| AugustaWestland AW109        | Italie                       | Hélicoptère de transport                        |                              |                              | 8 en commande |
| SH-3 Sea King                | États-Unis                   | Hélicoptère de transport Lutte anti-sous-marine | S-61D-3                      | 4                            | |
| Avion d'entraînement         |                              |                                                 |                              |                              | |
| Beechcraft T-34 Mentor       | États-Unis                   | trainer                                         | T-34C-1                      | 10                           | Sur 15 appareils reçus, 4 perdus aux Malouines, les 11 restants ont reçu une modernisation de la cabine               |